# سینت هلنز، تاسمانی
سینت هلنز (به انگلیسی: St Helens) یک شهرک در استرالیا است که در تاسمانی واقع شده‌است.